# Henk Vogels (boogschutter)
Henderikus Arnoldus Martinus "Henk" Vogels (Eindhoven, 19 juni 1964) is een Nederlands boogschutter.
Vogels begon met boogschieten toen hij elf jaar was. Hij schiet met een recurveboog. In 1984 werd hij lid van het nationaal team. Met Berny Camps en Erwin Verstegen deed hij mee aan de Olympische Spelen van 1992 in Barcelona. Hij werd al in de voorrondes uitgeschakeld en behaalde uiteindelijk de 34e plaats. Het team bereikte de achtste finale en eindigde als negende.
In 2000 deed Vogels opnieuw mee aan de Spelen, dit keer met Wietse van Alten en Fred van Zutphen. Hij verloor in de voorrondes van de Noor Baard Nesteng. Het team eindigde op de negende plaats.